# Jay Watson
Pour les articles homonymes, voir Watson.
Jay Watson (né le 27 mai 1990) est un musicien australien multi-instrumentiste de rock psychédélique. Il est surtout connu pour faire partie des groupes Tame Impala et Pond, ainsi que pour son projet solo, Gum.

## Tame Impala
Jay Watson est l'un des rares musiciens à avoir enregistré avec Kevin Parker, leader de Tame Impala sur les albums du même groupe. On peut l'entendre à la batterie sur les titres Solitude is Bliss et The Bold Arrow of Time du premier album, Innerspeaker, ou encore au clavier sur les titres Apocalypse Dream et Elephant du second album du groupe, Lonerism. Il est également co-auteur de ces deux derniers.

## Pond
Watson est l'un des membres fondateurs du groupe Pond, avec Nick Allbrook et Joe Ryan, où il officie à la guitare, au clavier ou à la batterie selon les albums. Contrairement à Tame Impala, qui est le projet de Kevin Parker seul, Pond permet à Watson d'y présenter des compositions originales, comme Sitting Up On Our Crane ou encore Allergies.

## GUM
Spinning Top, la société d'édition de Watson, a annoncé en décembre 2013 que son premier album, Delorean Highway, sortirai début 2014 sous le pseudonyme GUM.
Le 30 mai 2014, Delorean Highway sort en digital en Australie. Une version vinyle de l'album est disponible en pré-commande fin juin sur le site de Spinning Top Music au nombre de 500 exemplaires.
L'album est décrit comme une collection de « morceaux pop paranoïaques » qui sont « principalement sur le fait de tomber amoureux et toutes les choses qui vont finir par le tuer [Watson] ».